# آيت العسري (آيت زبير آيت إيكو)
آيت العسري هو دُوَّار يقع بجماعة آيت إيكو، إقليم الخميسات، جهة الرباط سلا القنيطرة في المملكة المغربية. ينتمي الدوّار لمشيخة آيت زبير آيت إيكو التي تضم 6 دواوير. يقدر عدد سكانه بـ 481 نسمة حسب الإحصاء الرسمي للسكان والسكنى لسنة 2004.

## وصلات خارجية
- البوابة الوطنية للجماعات الترابية
- المندوبية السامية للتخطيط